# Ich leih’ mir eine Familie
Ich leih’ mir eine Familie ist ein deutscher Fernsehfilm von Michael Rowitz aus dem Jahr 2007 und nach einer Vorlage von Jessica Schellack&Kerstin Oesterlin.  Die Filmkomödie wurde am 3. Mai 2007 zum ersten Mal in der ARD ausgestrahlt. Dabei wurde sie von 4,1 Mio. Zuschauern gesehen, was einem Marktanteil von etwa neun Prozent entsprach.

## Handlung
Benjamin Grönecke, genannt Ben, ist ein Arbeitstier. Während er als Werbefachmann seine Karriere vorantreibt und nicht im Ansatz an die Gründung einer Familie denkt, ist seine Freundin Juliane anders. Sie ist eine erfolgreiche Ärztin und wünscht sich nichts anderes als eine gemeinsame Familie mit Ben. Zu dessen 40. Geburtstag will sie ihn mit einer gemeinsamen Wohnung überraschen und hofft auf einen Heiratsantrag.
In der Firma ist Ben ebenfalls mit dem Thema Familie konfrontiert. Um einen großen Werbeetat einer Babyprodukt-Kampagne zu erhalten, muss er seinen skeptischen Auftraggeber Hans Feldmann überzeugen, dass er ein glücklicher Familienvater ist. In seiner Grosspurigkeit behauptet er ohne Zögern natürlich verheiratet zu sein und zwei Kinder zu haben. Als Feldmann ihn dann zufällig mit einer Frau sieht, hält er sie selbstverständlich für Frau Grönecke und lädt die beiden auch gleich am Wochenende zu sich nach Hause ein. Ben muss nun seine alte Jugendliebe Hanna um Hilfe bitten, denn sie war es, die Feldmann gesehen hatte. Sie soll mit ihren beiden Söhnen Paul und Jonas eine harmonische Familie auf Zeit spielen.
Eigentlich hat Hanna überhaupt keinen Grund, Ben zu helfen, da sie von ihm in der Vergangenheit tief verletzt wurde. Auch ihr Bruder Carsten warnt sie vor dem vermeintlich skrupellosen Herzensbrecher. Aber Hanna braucht Geld und genießt die Vorstellung, den egoistischen und rücksichtslosen Ben in ihrer Hand zu haben. Sie spielt mit, und nur wenige zweifeln an der Echtheit der Familie. Allerdings weiß auch Bens Freundin nichts von dem Arrangement und er hat alle Mühe, das ganze vor ihr geheim zu halten. Als er ihr dann die Wahrheit sagen muss, ist Juliane zwar versöhnt, aber Hanna ist sauer. Sie nimmt Ben übel, dass er ihr nichts davon gesagt hat, fest gebunden zu sein und sie möchte nicht die Frau sein, mit der Ben seine Freundin betrügt. Sie packt ihre Sachen und verlässt auf der Stelle seine Wohnung.
Am nächsten Tag muss Ben auch seinem Auftraggeber aufklären, was dieser ihm letztendlich nicht lange übel nimmt, sondern seine Ehrlichkeit honoriert und ihm den Auftrag nicht entzieht. Ben weiß, dass er dies auch Hanna zu verdanken hat und so macht er sich auf, sie und ihre Kinder zurückzuholen. Mit ihrer Hilfe hat er erkannt, dass er endlich Verantwortung auch für sein Leben übernehmen und zu seiner alten Liebe stehen muss, in die er sich nun wieder neu verliebt hat.

## Kritiken
Das Lexikon des internationalen Films nannte den Film eine: „Turbulente (Fernseh-)Komödie über die wesentlichen Dinge im Leben, das Erkennen von schlummernden Talenten und das Wiederfinden verschütteter Gefühle.“
Bei Prisma stellten die Kritiker fest: „Regisseur Michael Rowitz, sonst eher Spezialist für Thriller […], inszenierte hier nach eigenem Drehbuch einer jener Komödien, bei der der Zuschauer zwar schnell erahnt, wo der Hase lang läuft, die aber dennoch witzig und unterhaltsam sind. Das ist besonders den gut aufgelegten Darstellern zu verdanken, die sich hier gekonnt verbal die Bälle zuspielen.“
TV Spielfilm schrieb nur kurz: „Witz- und belangloses Szenen-Recycling.“